# 倪锡纯
倪锡纯（1880年—1933年），英文名作：Nie Sih-zung。清末民国时期工程师、实业家。曾任汉冶萍煤矿总经理。

## 家世
字燮臣，大清光绪年间生于基督教世家，祖籍浙江余姚县，生于江苏上海县沙川，今浦东。父倪韫山是清末民国中国著名传教士，是倪韫山幼子，亦是倪桂珍胞弟。是蒋宋美龄的小舅。長女倪吉貞。

## 生平
早年就读于美国教会办的上海圣约翰大学。后应留美招生考试，以优异成绩考取官费留学美国，成为“留美幼童”之一。先入美国耶鲁大学土木工程系，毕业获得学士学位。再入宾夕法尼亚大学学习铁道管理，获得硕士学位。赴纽约入读雪拉科斯大学（今翻译为“雪城大學”，Syracuse University）土木工程系，学习桥梁建筑工程，获得硕士学位。
学成旋即回国，受聘汉冶萍煤铁厂，任厂矿公司商务所所长。曾任汉冶萍总经理。1923年在天津发起创立振华造纸厂。1928年12月27日就任中华民国南京（首都直辖市）第一届参事。后回上海兴办实业亦投资房地产，成为巨富。民国二十二年（1933年），逝世于上海，享年五十四岁。

## 评价
- 民国《川沙县志》评其：“无怀淡泊，虽戚属多显贵，不乐仕进，其局尚如此”，意为倪虽然亲戚中很多是显贵，但他淡薄而没有心机，不乐于升官[1]。